# Epicarsia bigutta
Epicarsia bigutta là một loài bướm đêm trong họ Noctuidae.